# Émile Cornic
Émile Albert Yvon Cornic (* 23. Februar 1894 in Sucy-en-Brie; † 20. August 1964 in Brest) war ein französischer Degenfechter.

## Erfolge
Bei den Olympischen Spielen 1928 erreichte Émile Cornic in Amsterdam mit der Mannschaft die Finalrunde, in der sie sich lediglich Italien geschlagen geben musste. Gemeinsam mit Gaston Amson, René Barbier, Georges Buchard, Bernard Schmetz und Armand Massard gewann er somit die Silbermedaille.